# 三浦正猷
三浦 正猷(みうら まさみち、1813年 - 没年不詳)は幕末の彦根藩重臣。井伊直弼の家老を勤めた。幼名は造酒。諱は正猷、実好。通称は内膳、与右衛門。没年は不明。